# Legio VI Victrix

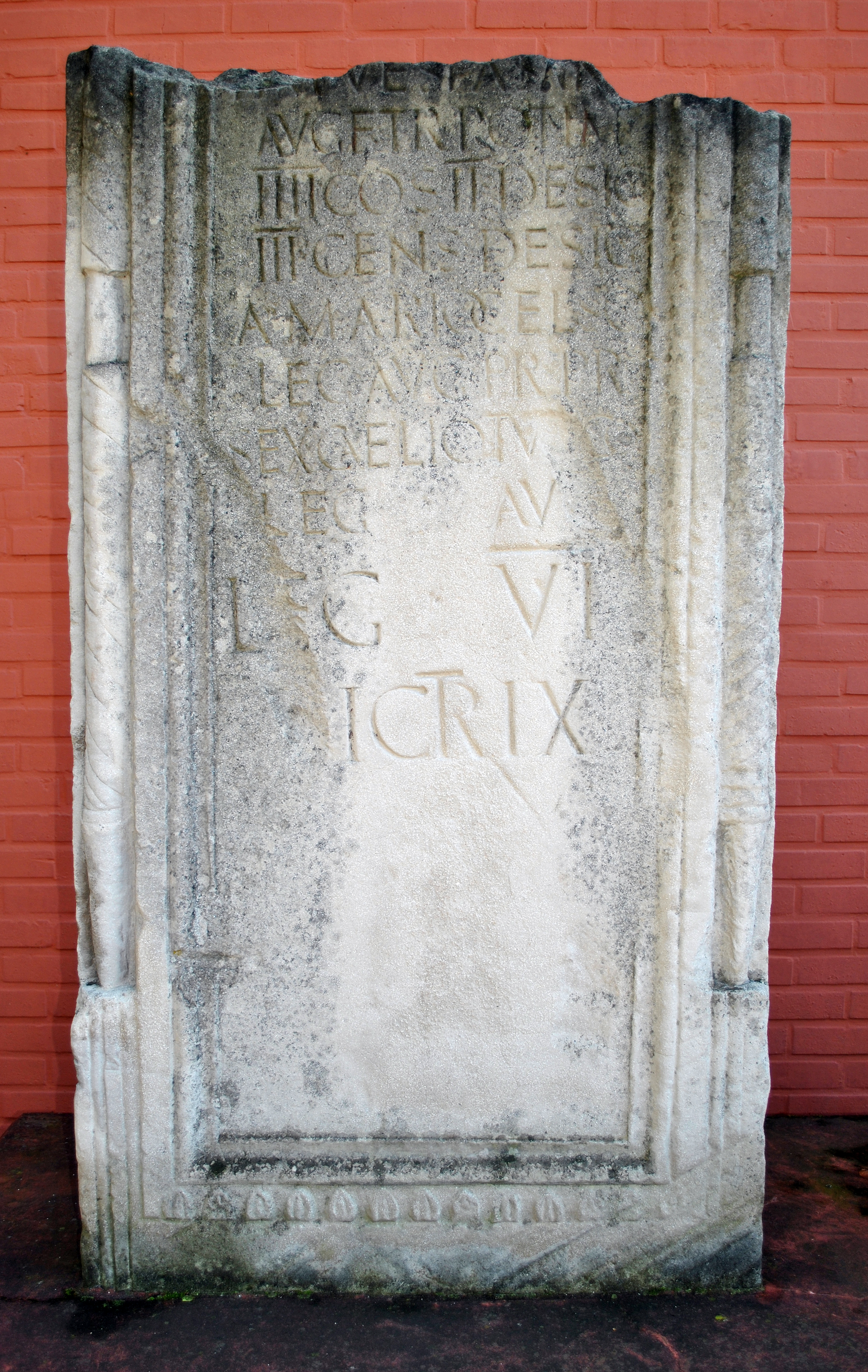
Iscrizione precedente la Vetera II dedicata a Sextus Caelius Tuscus, legato della Legio VI Victrix.

La Legio VI Victrix ("Vincitrice") era una legione romana creata da Ottaviano nel 41 a.C. Era la legione gemella della VI Ferrata. Forse inglobò nei suoi ranghi i veterani proprio della Ferrata e alcuni soldati delle legioni di Gaio Giulio Cesare. La Legio VI Victrix aveva sede nella città di Eburacum (l’attuale York).

## Storia
Scese per la prima volta in campo durante l'assedio di Perugia (41 a.C.) e poi servì nella guerra contro Sesto Pompeo (figlio di Pompeo Magno), che aveva occupato la Sicilia, rendendo così difficili i rifornimenti di grano necessari per Roma. Nel 31 a.C. la legione combatté nella battaglia di Azio contro le forze di Marco Antonio e della regina egiziana Cleopatra. Nel 30 a.C. fu dislocata nella provincia della Spagna Tarraconense, dove servì nelle guerre cantabriche (25 a.C.-13 a.C.).
La legione rimase poi in Spagna per circa un secolo, ricevendo per questo motivo l'appellativo di Hispaniensis o Hispana. Alcuni dei suoi soldati, insieme a quelli della X Gemina furono tra i primi coloni di Saragozza. Il soprannome di Victrix risale invece al tempo dell'imperatore Nerone, quando la VI si spostò a Castra Vetera in Germania Inferior. Ma quando Servio Sulpicio Galba, governatore della Tarraconense, si ribellò a Nerone, questa legione gli diede il suo appoggio e fu proprio nel suo accampamento che Galba venne proclamato imperatore. Galba creò la VII Gemina e marciò su Roma.
Nel 119, Adriano spostò la VI Victrix nella Britannia settentrionale come rinforzo alle truppe che si trovavano già nell'area per combattere la resistenza anti-romana. Questa legione ebbe un ruolo chiave nel successo delle operazioni militari e alla fine avrebbe rimpiazzato la Legio IX Hispana che aveva subito molte perdite. Nel 122 la legione iniziò la costruzione del Vallo di Adriano che avrebbe garantito la pace per decenni.
Nel 142 partecipò anche alla realizzazione del Vallo di Antonino, che fu però presto abbandonato.
Nel 185, le legioni di stanza in Britannia Romana si ribellarono e spinsero un loro comandante, Prisco, a rimpiazzare l'impopolare imperatore Commodo, ma lui rifiutò. La rivolta fu sedata da Pertinace, che sarebbe poi salito al soglio imperiale dopo l'uccisione di Commodo. Durante questo periodo il generale della cavalleria romana, Lucio Artorio Casto (per alcuni sarebbe la figura storica alla base del personaggio di Re Artù) serviva nella VI Victrix, anche se sembra che sia rimasto fedele a Roma.